# Elías Wessin y Wessin

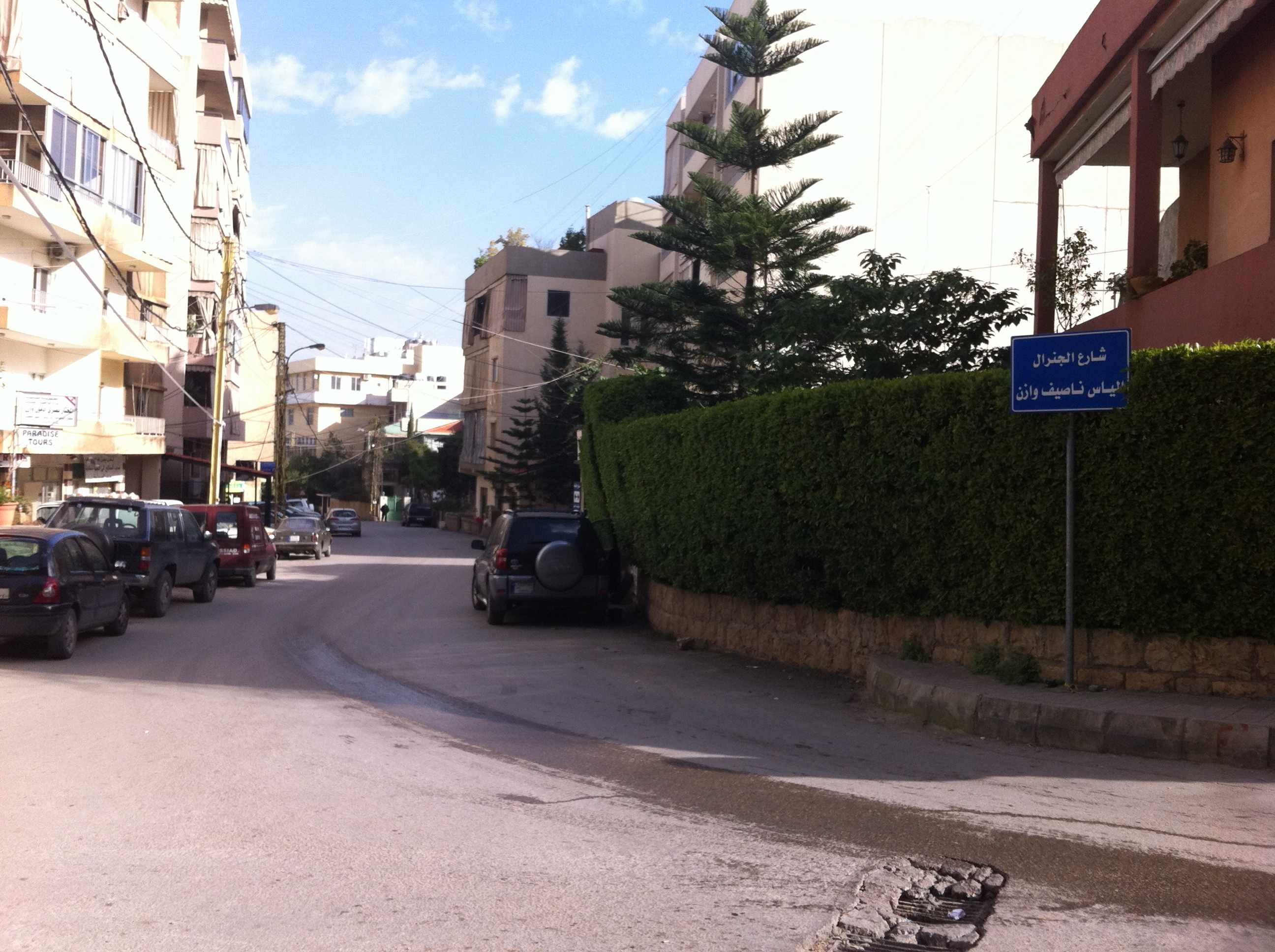
Rua General Wessin em Dekwaneh no Líbano.

Elías Wessin y Wessin (22 de julho de 1924 - 18 de abril de 2009) foi um político dominicano e general da Força Aérea da República Dominicana. Wessin liderou o golpe militar que derrubou o governo do presidente dominicano Juan Bosch em 1963, substituindo-o por um triunvirato.  Wessin também foi uma figura-chave na Guerra Civil Dominicana que se seguiu, o que levou a uma intervenção militar dos Estados Unidos e a ocupação da República Dominicana em 1965.